# África Ocidental Francesa
A África Ocidental Francesa (em francês: Afrique Occidentale Française, ou AOF) foi uma federação de oito territórios franceses na África: Mauritânia, Senegal, Sudão Francês (atual Mali), Guiné, Costa do Marfim, Níger, Alto Volta (atual Burquina Fasso) e Daomé (atual Benim).